# The SALOVERS
The SALOVERS（ザ・サラバーズ）は、日本のロックバンド。2008年に結成され、2010年にデビュー。2015年3月25日をもって「無期限活動休止」となった。所属レーベルはユニバーサル ミュージック内のレーベル・EMI Records。

## メンバー
古舘佑太郎
ボーカル、ギター担当。1991年4月5日生まれ。フリーアナウンサー・古舘伊知郎の長男。
藤井清也
ギター担当。1992年2月8日生まれ。実業家・藤井清孝の長男。ハリウッド女優・藤井仁奈とファッションモデル・藤井サチは実妹。
小林亮平
ベース担当。1991年11月27日生まれ。
藤川雄太
ドラムス担当。1991年8月16日生まれ。

## 来歴
2008年、慶應義塾高等学校の同級生によって結成。
2009年、高校生総合文化祭「青二祭」に出演。10代限定夏フェス「閃光ライオット2009」に出場。審査員特別賞を受賞。
2010年、FUJI ROCK FESTIVAL「ROOKIE A GOGO」に出演。EMIミュージック・ジャパンの新人発掘レーベル・Great Huntingの第1弾アーティストとして、アルバム『C'mon Dresden』をリリースしデビュー。青春の生き様を鮮やかに映し出すバンドであると評価されていた。『C'mon Dresden』と続くセカンドミニアルバム『バンドを始めた頃』では青春のど真ん中にいるサラバーズが映し出されていたが、2012年にリリースされたメジャーファーストアルバム『珍文完聞』では終わりに向かう青春と大人になる自分を受け入れ始める様が垣間見られる。
2015年1月、3月25日をもって「無期限活動休止」に入ることが公式サイトにて発表された。「いつでも読み返すことのできる青春を綴った1冊の本として、完結させずに残しておきたい」との理由により、解散ではなく無期限での活動休止を選んだ。3月16日には活動休止前最後となるアルバム『青春の象徴 恋のすべて』をリリースし、同日大阪で、23日・25日には東京で、いずれもワンマンライブを行い、活動を休止した。

## ミュージックビデオ
| 監督           | 曲名                                                       |
| 木本健太       | 「SAD GIRL」                                               |
| 島田大介       | 「愛しておくれ」                                           |
| 庄司信也       | 「HOT HOT HOT!」「床には君のカーディガン」「文学のススメ」 |
| フカツマサカズ | 「オールド台湾」「ディタラトゥエンティ」                   |
| 不明           | 「サリンジャー」                                           |

## 主なライブ

### ワンマンライブ・主催イベント
- 2011年06月05日 - The SALOVERS 2nd ALBUM「バンドを始めた頃」RELEASE LIVE
- 2012年09月17日-10月20日（6公演） - The SALOVERS 秋集ワンマンツアー2012 サラバーズ珍道中 ～あきあきするよ～
- 2012年06月06日-23日（4公演） - The SALOVERSファーストシングルレコ発ツアー ～床には君のカーディガン～
- 2012年12月15日 - The SALOVERS～VS企画～LOVER MATCHシリーズ Vol.5
w/KEYTALK
- 2013年06月06日-23日 - The SALOVERSファーストシングルレコ発ツアー ～床には君のカーディガン～
- 2013年09月21日 - 古舘佑太郎 弾き語りインストアライブ「古舘から君へ」Vol.2
- 2013年10月01日 - The SALOVERS～VS企画～LOVER MATCHシリーズ Vol.6
w/SAKANAMON
- 2013年10月21日 - The SALOVERS 3rd Single「文学のススメ」リリース記念ミニライブ＆握手会
- 2013年11月21日-12月26日（10公演） - The SALOVERS 秋冬行脚ツアー2013 ～ギャアーンと鳴るギター～
- 2014年05月21日 - The SALOVERS～VS企画～LOVER MATCHシリーズ Vol.9
w/四星球
- 2014年05月22日 - The SALOVERS～VS企画～LOVER MATCHシリーズ Vol.10
w/Wienners
- 2015年03月16日・23日・25日 - The SALOVERS 活動休止ラストライブ『青春の象徴 恋のすべて』

### 出演イベント
- 2010年07月31日 - FUJI ROCK FESTIVAL '10
- 2010年12月26日 - スペースシャワー列伝 第82巻 ～維新(いしん)の宴～
- 2011年01月17日 - SCHOOL OF LOCK! presents くるりと対バンライオット!3DAYS!
- 2011年02月18日 - ペチャ！るギグ2～あさ美ふたたびロックナイト～(オープニングアクト)
- 2011年04月17日 - THE★米騒動 ライブ
- 2011年04月23日 - STAn presents 「SAY YES vol.5」～東京編～
- 2011年06月15日 - TOKYO REAL-EYES presents LIVE SUPERNOVA vol.61
- 2011年06月18日 - RUSH BALL☆R
- 2011年07月31日 - RockDaze! 2011 -druming-
- 2011年08月06日 - ROCK IN JAPAN FESTIVAL 2011
- 2011年08月10日 - Talking Rock! FES.2011
- 2011年08月19日-09月21日（7公演） - SuiseiNoboAz 2nd album "THE (OVERUSED) END OF THE WORLD and I MISS YOU MUH-FUH" release tour THE END OF THE WORLD v.s. ビニールぶくろ
- 2011年09月04日 - RUSH BALL 2011
- 2011年09月24日 - MUSIC ON! TV presents GG11 -10th Anniversary-(オープニングアクト)
- 2011年10月15日 - MINAMI WHEEL 2011
- 2011年12月04日 - みやこ音楽祭'11
- 2011年12月30日 - FM802 ROCK FESTIVAL RADIO CRAZY
- 2012年02月19日 - EMI ROCKS 2012
- 2012年02月23日-3月10日（8公演） - スペースシャワー列伝 JAPAN TOUR 2012
- 2012年05月03日 - Live Rock【一花-ichika-2012】
- 2012年05月19日 - エレキ大浴場
- 2012年06月02日,3日 - SAKAE SP-RING 2012
- 2012年06月13日 - TRICERATOPS 15TH ANNIVERSARY TOUR
- 2012年07月29日 - FM802 MEET THE WORLD BEAT 2012
- 2012年08月04日 - ROCK IN JAPAN FESTIVAL 2012
- 2012年08月11日 - RISING SUN ROCK FESTIVAL 2012 in EZO
- 2012年08月18日 - SETSTOCK'12 10th Anniversary in Bihoku
- 2012年08月19日 - SUMMER SONIC 2012
- 2012年08月25日 - RockDaze!2012
- 2012年09月22日 - FACTORY LIVE 0922
- 2012年10月06日 - MEGA☆ROCKS 2012
- 2012年11月01日 - OverTheDogs presents 「OverTheDogsで"わんわんわんの日"」
- 2012年11月04日 - 5th Anniversary 閃光ライオット2012 感謝祭!!
- 2012年11月23日 - 金沢 ROCK Street Market 2012
- 2012年11月24日,25日 - QUATTRO presents「CITY OF F.O.U.R Tour」
- 2012年12月07日,08日 - 黒猫チェルシー主催「毛細血管GIG」
- 2012年12月24日 - Beat Happening! ～X'MAS SPECIAL HAPPENING@GARDEN!～
- 2012年12月31日 - LIVE DI:GA JUDGEMENT 2012
- 2013年02月02日 - EMI ROCKS SENDAI
- 2013年02月11日 - 日本工学院ミュージックカレッジ presents 卒業LIVE 2013 Re: Thank you
- 2013年02月23日 - ロック頂上決戦 ver.1.0 ～EMI vs VICTORの巻～
- 2013年03月16日 - 広島テレビ開局50年記念・MUSIC CUBE 5th anniversary ユウベル presents MUSIC CUBE 13
- 2013年03月17日 - HAPPY JACK 2013
- 2013年03月18日 - RockDaze! 外伝 '13march
- 2013年03月20日 - SANUKI ROCK COLOSSEUM
- 2013年03月29日 - 世武裕子「だいじょうぶ みらいのこどもツアー」[古舘のみ]
- 2013年04月02日 - パスピエ presents「印象A」
- 2013年04月06日,7日 - ねごと「お口ポカーン!! 卒業旅行は全国ツアー ～GREEN and motion～」
- 2013年05月09日 - 音エモン presents LIVE BURGER vol.8
- 2013年05月19日 - GOOD ON THE REEL presents 『HAVE A "GOOD" NIGHT vol.10』
- 2013年06月14日 - 関西テレビ「ミュージャック」[古舘のみ]
- 2013年06月22日 - YATSUI FESTIVAL 2013
- 2013年06月30日 - アルカラ「ネコフェス2013 KUDAKENEKO ROCK FESTIVAL 2013」
- 2013年07月06日 - MONOBRIGHT presents「下北沢ウィークエンダーズ」
- 2013年07月10日 - Dr.DOWNER「幻想のマボロシ」レコ発ライブ『燃えろマボロシ』
- 2013年07月27日 - MORNING RIVER SUMMIT 2013
- 2013年08月06日 - PEACE MUSIC☆LIFE
- 2013年08月18日 - RockDaze! showcase '13summer
- 2013年08月20日 - SOUND SHOCK2013
- 2013年09月14日 - AOMORI ROCK FESTIVAL '13～夏の魔物～
- 2013年09月23日 - スペシャ・ザ・ワールド
- 2013年10月05日 - FACTORY LIVE 1005
- 2013年10月13日 - DIVING ROCK 2013 in KANAZAWA
- 2013年10月14日 - タワーレコード新宿店15周年大感謝祭 怒涛のライブ15連発 LET'S ROCK!!!
- 2013年10月22日,23日 - SAKANAMON 花色の美男美女ツアー
- 2013年11月13日 - ねごと東名阪クアトロ対バンツアー お口ポカーン!! ～SYNCRONIGHT TOUR～
- 2013年12月28日 - FM802 ROCK FESTIVAL RADIO CRAZY 2013
- 2013年12月29日 - COUNTDOWN JAPAN 13/14
- 2014年02月22日 - 週末Diner vol.5 水戸
- 2014年03月19日 - エレキサーカス46 ～スペシャルスリーマン!～
- 2014年05月21日 - 四星球「お祝いツアー」
- 2014年05月27日 - Yes,We Love butchers
- 2014年06月07日 - SAKAE SP-RING 2014
- 2014年06月21日 - YATSUI FESTIVAL! 2014
- 2014年06月29日 - アルカラ「ネコフェス2014 -KUDAKENEKO ROCK FESTIVAL 2014-」
- 2014年07月27日 - MURO FESTIVAL 2014
- 2014年08月13日 - 日々ロックFESTIVAL vol.4
- 2014年10月02日,04日,05日 - アルカラ ガイコツアー2014
- 2014年11月01日,02日 - SISTER JET tour "our world"
- 2014年11月19日 - スペースシャワー列伝 100巻記念公演 第120巻 琴線の宴
- 2014年12月18日 - Great Hunting Night SPESCIAL第一話「グレートハンティング大地に立つ!!」
- 2015年01月11日,25日 - Galileo Galilei × The SALOVERS

## 出演

### ラジオ
- MUSIC FREAKS（FM802、2011年10月2日 - 2012年9月30日、隔週日曜日22:00 - 24:00）[古舘のみ]

#### インターネットラジオ
- SCHOOL OF LOCK!、サラバLOCKS!　（2012年11月14日 -  ）

### 映画
- 日々ロック（2014年）
- 笠置ROCK!（2017年） - 主演 ※ 古館のみ [5]